# Limesweg
De Limesweg was de belangrijkste heerweg die door de Romeinen werd gebruikt om de vele castella langs de Limes met elkaar te verbinden. De weg liep vanuit het huidige Duitsland door tot aan Katwijk langs de linkeroever van de Rijn. Generaal Agrippa verklaarde in 19 v.Chr. de weg een via militaris, maar behalve een militaire functie had de weg ook een belangrijke rol in de handel en de gezwinde verspreiding van nieuws.
Archeologen hebben de Limesweg in Nederland tot 2009 71 keer aangetoond. Vooral ten westen van Utrecht. Sporen van reparaties zijn ontdekt en de reparatiejaren zijn vastgesteld op de jaren 100, 125, 168 en 225. Er zijn geen archeologische aanwijzingen gevonden voor het gebruik van de weg na het jaar 225.

## Limesweg bij De Meern en Utrecht

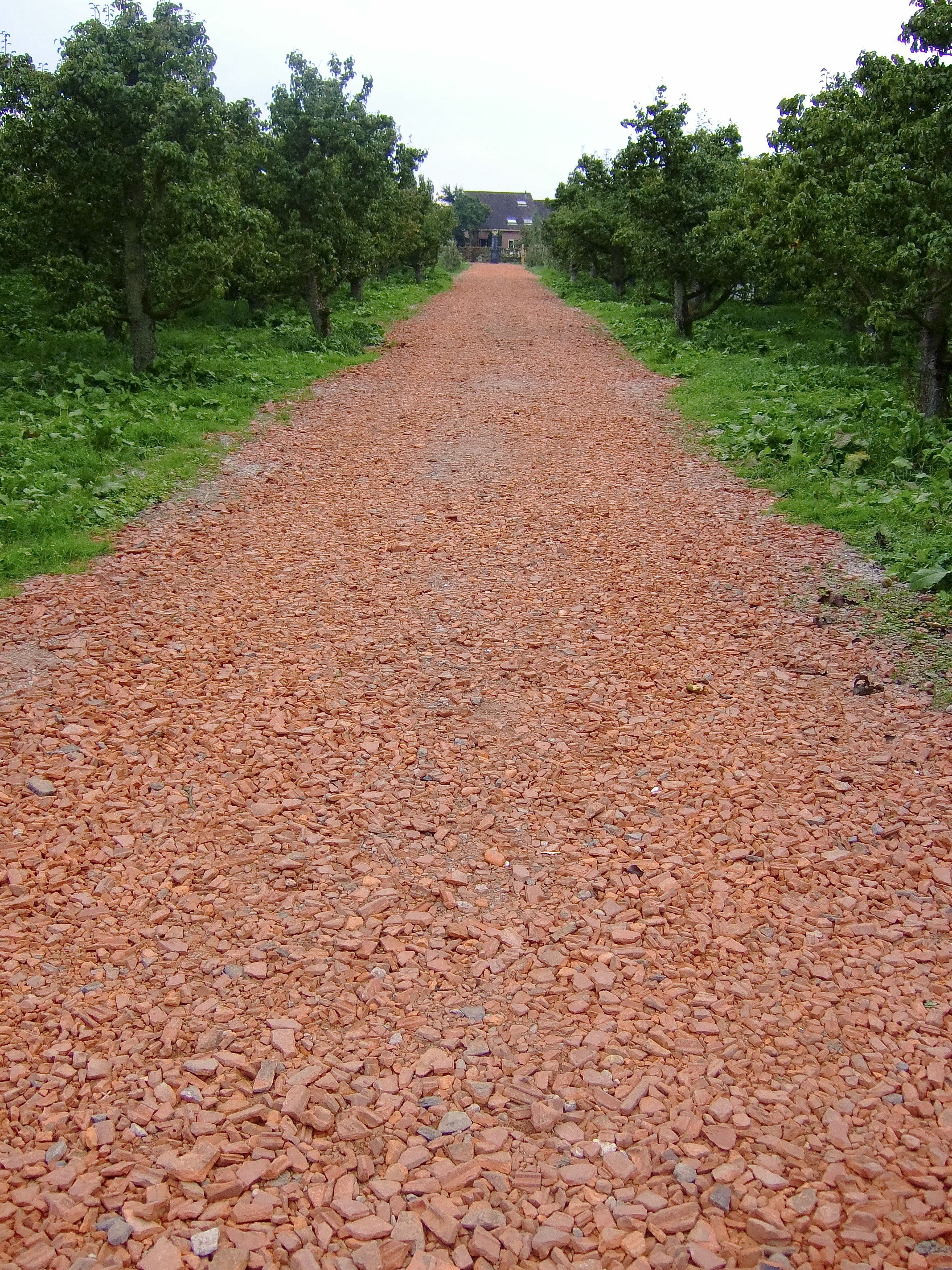
Reconstructie van de limesweg bij De Meern

Sporen van de Limesweg werden in 1997 gevonden bij archeologische opgravingen in De Meern. Over een lengte van 1400 meter kon de weg in kaart worden gebracht. In januari 2007 dacht men in de buurt van Houten de Limesweg te hebben aangetroffen. Uit later onderzoek bleek dit een vroegmiddeleeuwse weg te zijn die mogelijk zijn oorsprong had in een Romeinse weg.
In juli 2008 bleek uit boringen dat de Limesweg bij Utrecht en De Meern een veel zuidelijker tracé volgde dan tot dan toe werd aangenomen. De weg liep in een rechte lijn door Kanaleneiland. De castella op de Hoge Woerd in De Meern en onder het Domplein te Utrecht lagen als een soort 'kopstations' aan aftakkingen van de hoofdweg. Dit verklaart mogelijk waarom deze castella niet op de Peutingerkaart aangegeven staan. In 2009 werden delen van de Limesweg in het Utrechtse Lunetten teruggevonden.

## Limesweg bij Zwammerdam en Alphen aan den Rijn
In 1965 werd bij het graven van een sloot even ten zuidoosten van het voormalige station Zwammerdam de rijksdienst voor het oudheidkundigbodemonderzoek ingeschakeld. De dienst concludeerde dat in de taluds zich mogelijk de resten bevonden van de grote via militaris die de castella aan de zuidoever van de Rijn met elkaar en met het achterland verbond. Gelegen ongeveer 40 centimeter beneden het maaiveld, een 20 tot 30 centimeter dik grindpakket, vermengd met stukken tufsteen, kwartsiet, Romeinse dakpanfragmenten en aardewerkscherven, rustend op een natuurlijke 1 meter dikke kleilaag, waaronder zand. De weg moet hier ongeveer 12,5 meter breed zijn geweest en er zijn sporen geconstateerd van een bijbehorende greppel of sloot.
Bij graafwerkzaamheden in een weiland op de grens van Alphen en Zwammerdam, aan de Steekterweg bij de linker Rijnoever, kwamen in 1985 sporen van een 45 jaar na Chr. aangelegd Romeinse weg tevoorschijn. Een van origine vier en een halve kilometer lange weg gemaakt van kleiplaten, die in de tijd van Keizer Claudius dienst moet hebben gedaan als transportweg om de castella te bevoorraden. Bij de aanleg van rijksweg 11 in 2001 tussen Alphen en Bodegraven troffen archeologen van de Rijksdienst bij proefboringen restanten van de vroegere Romeinse grensweg rond het jaar 0 aan. Nader onderzoek werd aangekondigd.
In 2023 werd in Hazerswoude-Rijndijk een fragment van een Romeinse mijlpaal gevonden.

## Limesweg bij Valkenburg (Zuid-Holland)

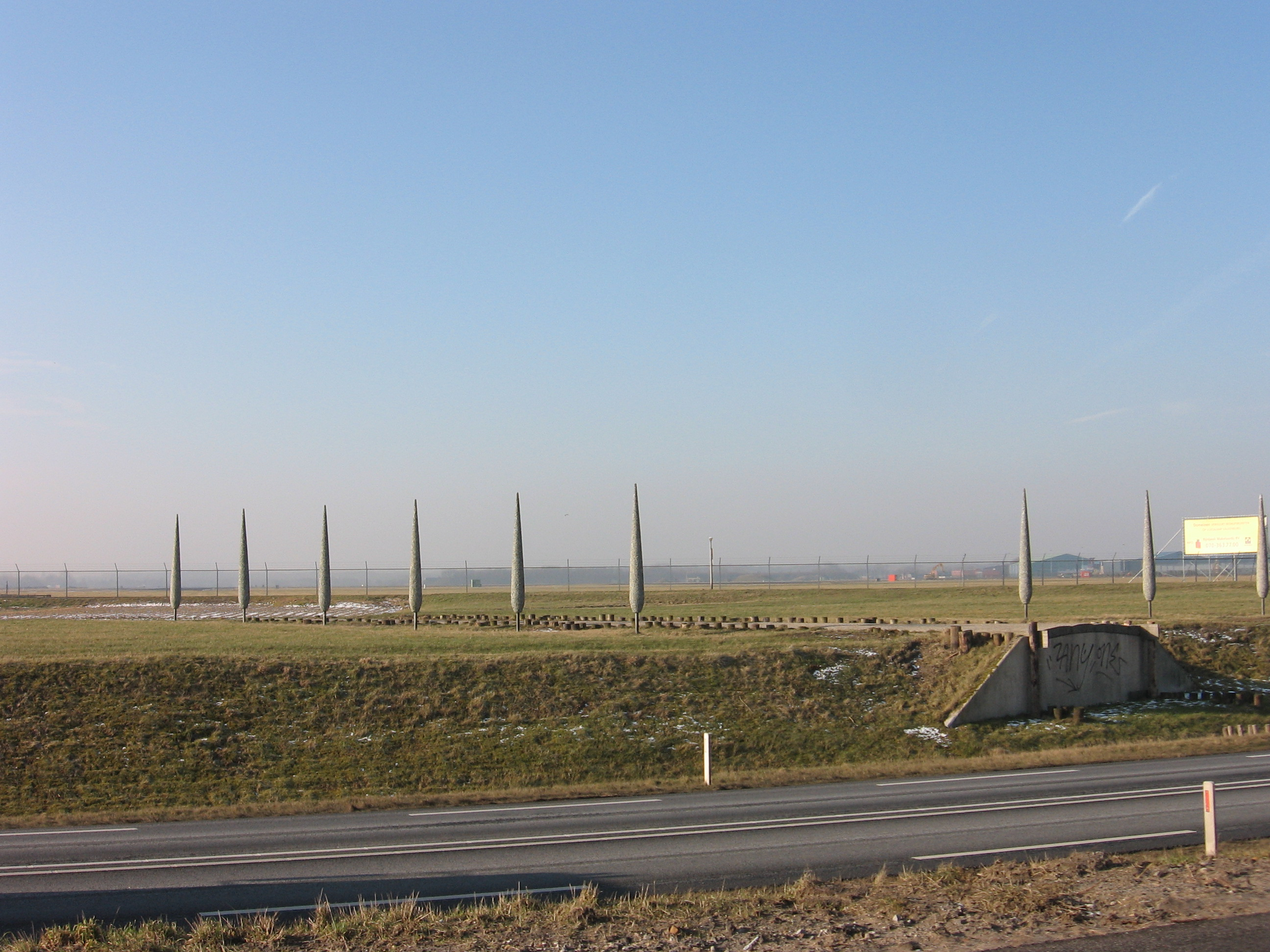
Valkenburg - N206 - Romeinse weg

Restanten van de Limesweg werden in 1984 aangetroffen bij Valkenburg (Zuid-Holland). Op deze locatie zijn bij latere opgravingen (1996/1997) uiteindelijk drie aanlegfasen onderscheiden. De eerste fase dateert van voor 90/100 na Chr. en bestond uit een ophoging van 4 - 4,5 meter breed, verstevigd met twee rijen verticaal geslagen palen. Deze weg werd, vanwege een bezoek van keizer Hadrianus, in 124/125 na Chr. opnieuw aangelegd op dezelfde locatie met een bekisting. De weg werd in de loop van de tweede eeuw echter gedeeltelijk weggeslagen door een zich verplaatsende kreek. Vervolgens werd een omlegging gemaakt om de kreek te omzeilen.

## Verder lezen
- E.P. Graafstal, Logistiek, communicatie en watermanagement. Over de uitrusting van de Romeinse rijksgrens in Nederland, in Westerheem (2002), pp. 2-27. (= Limes en landschap, in Oud-Utrecht 74 (2001), pp. 145-158.).
- W.A.M. Hessing, Building programmes for the Lower Rhine Limes. The impact of the visits of Trajan and Hadrian to the Lower Rhine, in H. Sarfatij - e.a. (ed.), In discussion with the past. Archaeological studies presented to W.A. van Es, Amersfoort - Zwolle, 1999, pp. 149-156.